# Truite d'Or
Truite d'Or was een restaurant in Gulpen in Nederland. Het had een Michelinster in de periode 1977-1980. Chef-koks in de periode van de Michelinster waren Theo Kurvers (1977) en Karel Swart.

## Geschiedenis
Truite d'Or is Frans voor gouden forel en het restaurant dankte zijn bestaan aan een forelkwekerij die rond 1898 was opgezet door de Heidemij. Later werd deze kwekerij ook opengesteld voor het publiek. Na een bezoek aan de kwekerij kon men in het naastliggende restaurant verse forel eten. In januari 1967 wordt dit restaurant voor het eerst genoemd als Truite d'Or.
In het begin was dit restaurant volledig gericht op het serveren van forel, maar na de overname van het restaurant door Martin Snellen werd de kaart verruimd. In 1976 werd het restaurant verbouwd en nam een meer Franse stijl aan. In 1977 vertrok chef-kok Theo Kurvers, waarop eigenaar Martin Snellen besloot de maître d'hôtel (en plaatsvervangend kok) Karel Swart tot nieuwe chef-kok te benoemen.
In 1982 verkocht Snellen het restaurant, maar de nieuwe eigenaren konden Truite d'Or niet redden. Het sloot uiteindelijk in 1985.